# Cofradía de Jesús Nazareno (Zamora)
La Cofradía de Jesús Nazareno es una hermandad religiosa católica de la ciudad de Zamora, España. Forma parte de la Semana Santa de Zamora con su procesión del Viernes Santo. Se funda en 1651 y tiene por sede la iglesia de San Juan. En la ciudad se la conoce también como La Congregación.

## Historia
La Cofradía de Jesús Nazareno se establece en 1651 en la iglesia de San Juan de Zamora para realizar estación en la mañana del Viernes Santo. Su procesión de penitencia rememora el camino de Jesús hacia el Calvario. Entre sus fines además estaba costear el entierro de los cofrades fallecidos. Esta fundación tiene su antecedente en otra cofradía, con análogos fines, que fundada en 1610 y con sede en la iglesia de San Vicente no logró subsistir. A lo largo de su dilatada historia ha mantenido su procesión en la mañana del Viernes Santo en la que ha ido incluyendo numerosos grupos escultóricos. En 1946 se funda la Sección de Damas de la Virgen de la Soledad, agrupación femenina que alumbra a la virgen en la procesión del Sábado Santo, cerrando los desfiles penitenciales de la ciudad.

## Pasos

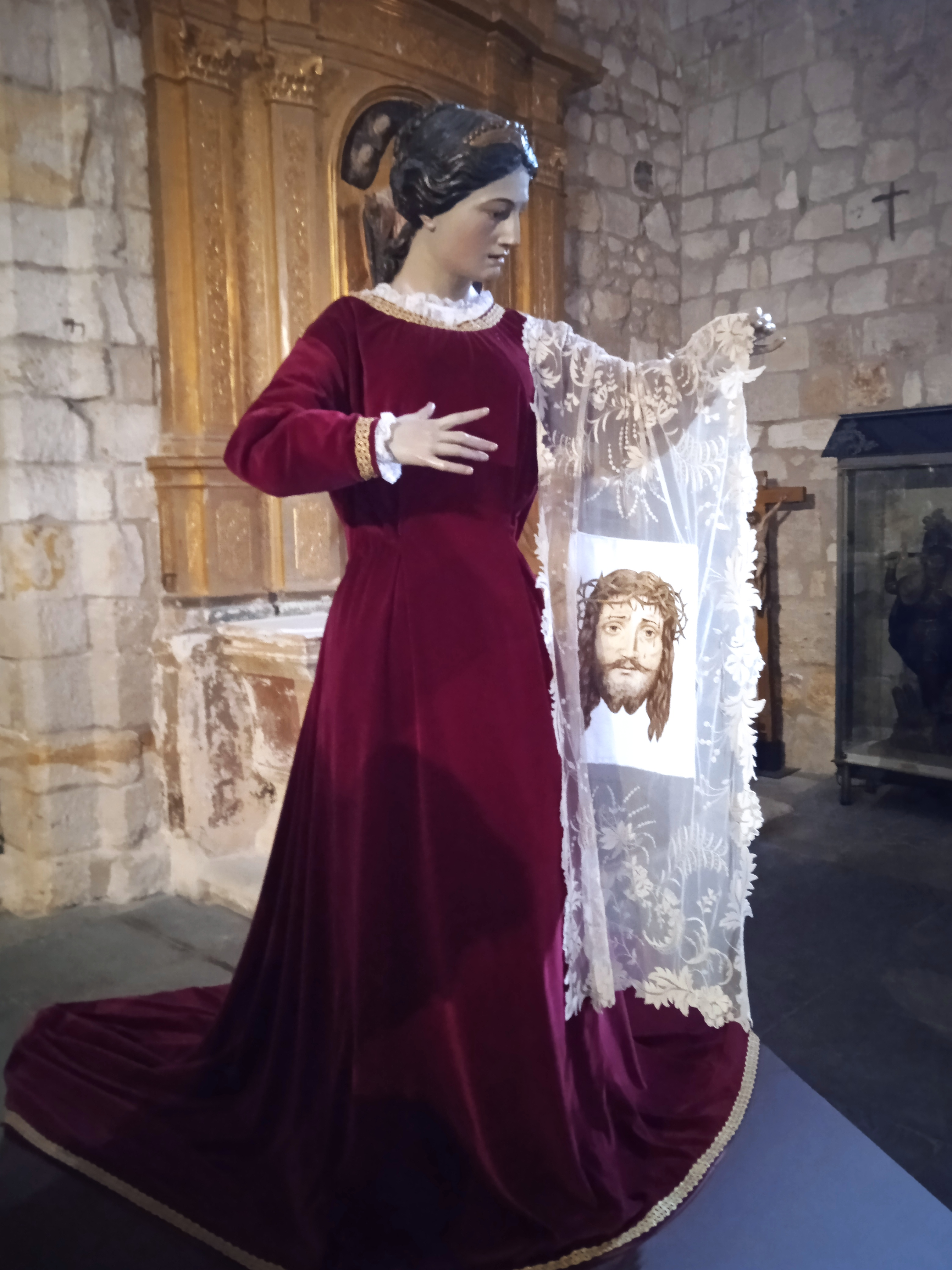
Talla de madera tallada y policromada conocida como La Verónica del imaginero zamorano Ramón Álvarez Prieto (vista lateral)

La Congregación contó con varios pasos en los siglos XVII y XVIII que no han subsistido hasta nuestros días. Todos los grupos que porta en la actualidad fueron realizados en el siglo XIX y XX con la única excepción de La Agonía que es obra barroca procedente de un retablo. Los pasos que forman la procesión del Viernes Santo, conocida como de Las 5 de la mañana aludiendo a su hora de salida son:
- Camino del Calvario, vulgo "Cinco de Copas" de Justo Fernández, 1802.

- La Caída de Ramón Álvarez, 1866-1878.

- Jesús Nazareno de Antonio Pedrero, 1999.

- Redención de Mariano Benlliure, 1931.

- Las Tres Marías y San Juan de Hipólito Pérez Calvo, 1971.

- La Verónica de Ramón Álvarez, 1885.

- La Desnudez de José María Garrós, 1901.

- La Crucifixión de Ramón Álvarez, 1880-1885.

- La Elevación de Aurelio de la Iglesia, 1899-1901.

- La Agonía de Juan Ruiz de Zumeta, 1604-1605.

- La Virgen de la Soledad de Ramón Álvarez, 1886.

## Hábito
Los cofrades visten hábito de percal negro con cola, sin capa y cubren el rostro con verdugo o caperuzo romo. Portan una cruz al hombro siguiendo a Jesús Nazareno y llevan el medallón de la cofradía al cuello. Es notable que el hábito permanece inalterado desde su instauración. Los cofrades que portan los pasos están eximidos de llevarlo, vistiendo en cambio camisa blanca, pantalón, zapato y calcetín negros, que quedan ocultos a la vista por ir debajo de los pasos.

## Procesión

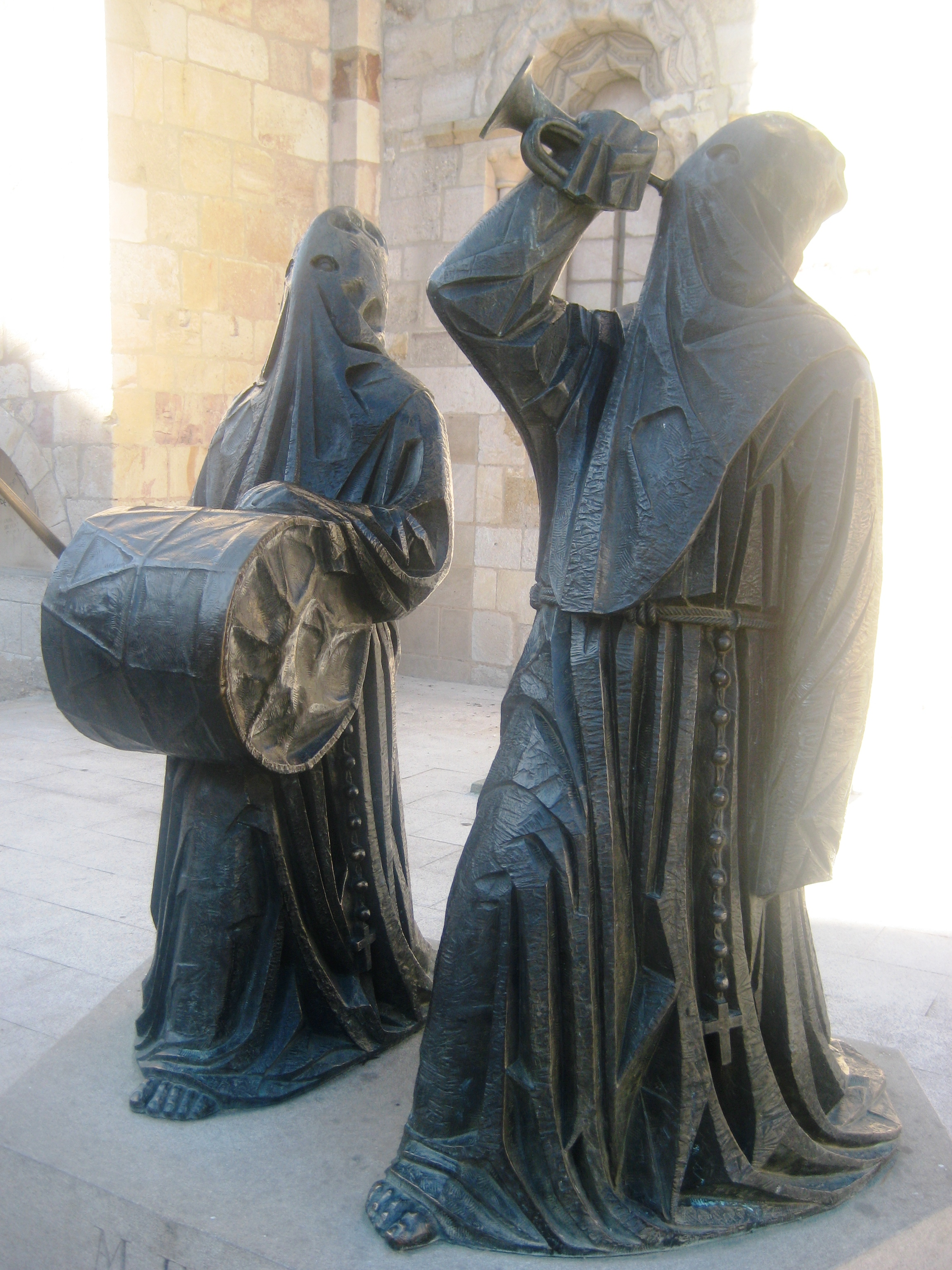
Monumento al Merlú, parejas de congregantes de la Cofradía de Jesús Nazareno, cuya labor consiste en reunir a los demás hermanos para comenzar el desfile procesional.

Se inicia puntualmente a las 5 de la mañana del Viernes Santo en el interior de la iglesia de San Juan. La salida del paso Camino del Calvario o Cinco de copas se acompaña de la interpretación de la Marcha fúnebre de S. Thalberg. La procesión se dirige desde la plaza Mayor hasta Las Tres Cruces. Ahí se realiza la reverencia a la Virgen de la Soledad y los cofrades comparten un desayuno a base de sopas de ajo y chocolate. Después regresan de nuevo a San Juan, concluyendo pasado el mediodía.
En la procesión de la Congregación toma parte el Merlú. Se trata de parejas de cofrades que anuncia a toque de corneta y tambor destemplado, las paradas y avances de la procesión y de los pasos. Se ha instaurado como costumbre que los cofrades regalen almendras garrapiñadas a los espectadores. 
De San Juan solo parten el Camino del Calvario y la Virgen de la Soledad. El resto de grupos sale del Museo de Semana Santa y se unen a la procesión en la Plaza Mayor.

## Música
La Banda de cornetas y tambores de Jesús Nazareno abre el desfile. Detrás de los pasos portados a hombros participan varias bandas de música. 
Varios compositores han dedicado marchas de procesión a la Congregación o alguno de sus pasos. Se pueden citar Redención de Emilio Antón, Congregación de Antonio Pedrero, Soledad de Carlos Cerveró, Crucifixión de Jaime Gutiérrez, Camino de las tres cruces de Ángel Rodríguez y Las tres marias de A. Moya.
En año 2007 la Congregación editó un CD en colaboración con Caja España que recogía la interpretación de la Banda de Música de Zamora de estas marchas procesionales dedicadas, así como de otras que son tradicionales en la procesión del Viernes Santo y el toque de Merlú.
Mención aparte merece la Marcha fúnebre de Thalberg, música fuertemente asociada la congregación y a la Semana Santa de Zamora y considerado himno oficioso de la misma.